# Ніл Баррет-молодший
Ніл Баррет-молодший (англ. Neal Barrett Jr.; 3 листопада 1929, Сан-Антоніо — 12 січня 2014, Остін) — американський письменник у жанрі фентезі, наукової фантастики, детективу/саспенсу та історичного роману. Також працював під псевдонімами Віктор Епплтон (англ. Victor Appleton), Чед Калхун (англ. Chad Calhoun), Франклін В. Діксон (англ. Franklin W. Dixon), Ребекка Друрі (англ. Rebecca Drury), Дж. Д. Гардін (англ. J. D. Hardin).

## Біографія
Ніл Баррет-молодший народився 3 листопада 1929 року у Сан-Антоніо, штат Техас, США. Виріс в Оклахома-Сіті, штат Оклахома, після того, як його сім'я переїхала туди, коли він був ще маленьким.
Його першим опублікованим науково-фантастичним твором був «Сказати правду» (англ. To Tell the Truth), який вийшов у серпневому випуску 1960 року журналу «Galaxy Science Fiction». Після цього він публікував свої невеликі роботи у науково-фантастичних журналах з деякою регулярністю, але став більш відомим своїми романами. Його репутація сформувалася у кінці 1980-х років з публікацією роману «Крізь найтемнішу Америку» (англ. Through Darkest America) та його продовженням «Непевне світло ранку» (англ. Dawn's Uncertain Light).
З 1990-х років Баррет більше зосередився на кримінальних трилерах, ніж на науковій фантастиці, хоча продовжував працювати в обох жанрах, часто у стилі ексцентричної комедії, як у його оповіданні «Безперервний блюз» (англ. Perpetuity Blues).
Баррет помер 12 січня 2014 року в Остіні, штат Техас, США, у віці 84 років.

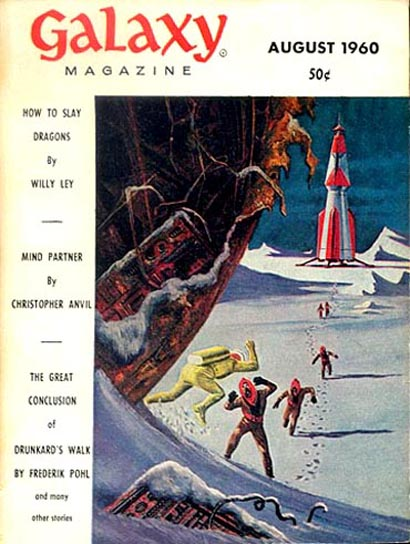
Перший науково-фантастичний твір Баррета «Сказати правду» вийшов у серпневому випуску 1960 року журналу «Galaxy Science Fiction»

## Визнання
Повість Баррета «Повітряний цирк Джінні Світіпс» (англ. Ginny Sweethips' Flying Circus) була номінована на премію «Неб'юла» за найкращу коротку повість 1988 року та премію «Г'юго» за найкращу коротку повість 1989 року. 1997 року він був ведучим на 55-ій світовій науково-фантастичній конвенції, яка проводилась у Сан-Антоніо. 2010 року він був названий заслуженим автором фантастики Асоціацією американських авторів наукової фантастики та фентезі.

## Вибрані твори

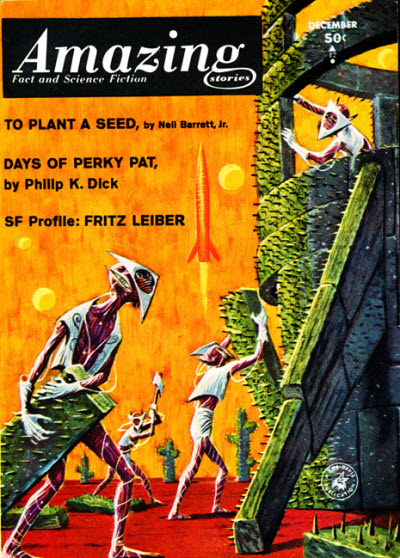
Новела Баррета «Посадити насіння» (To Plant a Seed) була опублікована у випуску 1963 року журналу «Amazing Stories»

### Романи
- 1970 — «Келвін» (англ. Kelwin)
- 1970 — «Брама часу» (англ. The Gates of Time)
- 1971 — «Листя часу» (англ. The Leaves of Time)
- 1972 — «Високий ліс» (англ. Highwood)
- 1974 — «Зразок стресу» (англ. Stress Pattern)
- 1976 — «Елдер у Альбіоні» (англ. Aldair in Albion)
- 1977 — «Елдер, корабельний майстер» (англ. Aldair, Master of Ships)
- 1980 — «Елдер, крізь туманне море» (англ. Aldair, Across the Misty Sea)
- 1982 — «Елдер: легіон чудовиськ» (англ. Aldair: The Legion of Beasts)
- 1984 — «Корпус „Карма“» (англ. The Karma Corps)
- 1987 — «Крізь найтемнішу Америку» (англ. Through Darkest America)
- 1989 — «Непевне світло ранку» (англ. Dawn's Uncertain Light)
- 1991 — «Ватага майбутнього» (англ. The Hereafter Gang)
- 1992 — «Блюз рожевої горілки» (англ. Pink Vodka Blues)
- 1994 — «Блюз мертвого собаки» (англ. Dead Dog Blues)
- 1995 — «Суддя Дредд» (англ. Judge Dredd)
- 1996 — «Блюз худої Енні» (англ. Skinny Annie Blues)
- 1997 — «Блюз поганого ока» (англ. Bad Eye Blues)
- 1999 — «Міжштатні мрії» (англ. Interstate Dreams)
- 2000 — «Підземелля та дракони: фільм» (англ. Dungeons & Dragons: The Movie)
- 2000 — «Машина пророцтва» (англ. The Prophecy Machine)
- 2001 — «Зрада королів» (англ. The Treachery of Kings)
- 2001 — «СВИНІ» (англ. PIGGS)
- 2004 — «Принц Крайслер-Коук» (англ. Prince Of Christler-Coke)

### Збірки
- 1992 — «Трохи від центру» (англ. Slightly Off Center)
- 1994 — «Десять історій» (англ. Ten Tales) — з Річардом Лаймоном, Венді Горнсбі
- 2000 — «День, коли прийшли декоратори» (англ. The Day the Decorators Came)
- 2000 — «Безперервний блюз та інші оповідання» (англ. Perpetuity Blues and Other Stories)
- 2001 — «Інший вінтаж» (англ. A Different Vintage)
- 2004 — «Вихід — там» (англ. Way Out There)
- 2012 — «Інші сезони: найкраще Ніла Баррета-молодшого» (англ. Other Seasons: The Best of Neal Barrett Jr.)
- 2014 — «Пара тузів» (англ. A Pair of Aces)

## Архіви
Архіви творів Ніла Баррета-молодшого зберігаються у колекції Віттліффа в Університеті штату Техас у місті Сан-Маркос.